# San Blas de los Sauces megye
San Blas de los Sauces egy megye Argentína északnyugati részén, La Rioja tartományban. Székhelye San Blas.

## Népesség
A megye népessége a közelmúltban a következőképpen változott:
| Év   | Lakosság |
| ---- | -------- |
| 2001 | 4040     |
| 2010 | 3927     |